# وربیشا
وربیشا (به لاتین: Verbița) یک سکونتگاه مسکونی در رومانی است که در شهرستان دولژ واقع شده‌است.

## خصوصیات
وربیشا ۱٬۵۸۱ نفر جمعیت دارد.